# Diócesis de Zacapa y Santo Cristo de Esquipulas
La diócesis de Zacapa y Santo Cristo de Esquipulas (en latín: Dioecesis Zacapensis et Sanctissimi Domini Nostri Iesu Christi de Esquipulas) es una circunscripción eclesiástica de la Iglesia católica en Guatemala. Se trata de una diócesis latina unida aeque principaliter, sufragánea de la arquidiócesis de Guatemala. Desde el 22 de febrero de 2016 el obispo de Zacapa y prelado del Santo Cristo de Esquipulas es Ángel Antonio Recinos Lemus.

## Territorio y organización

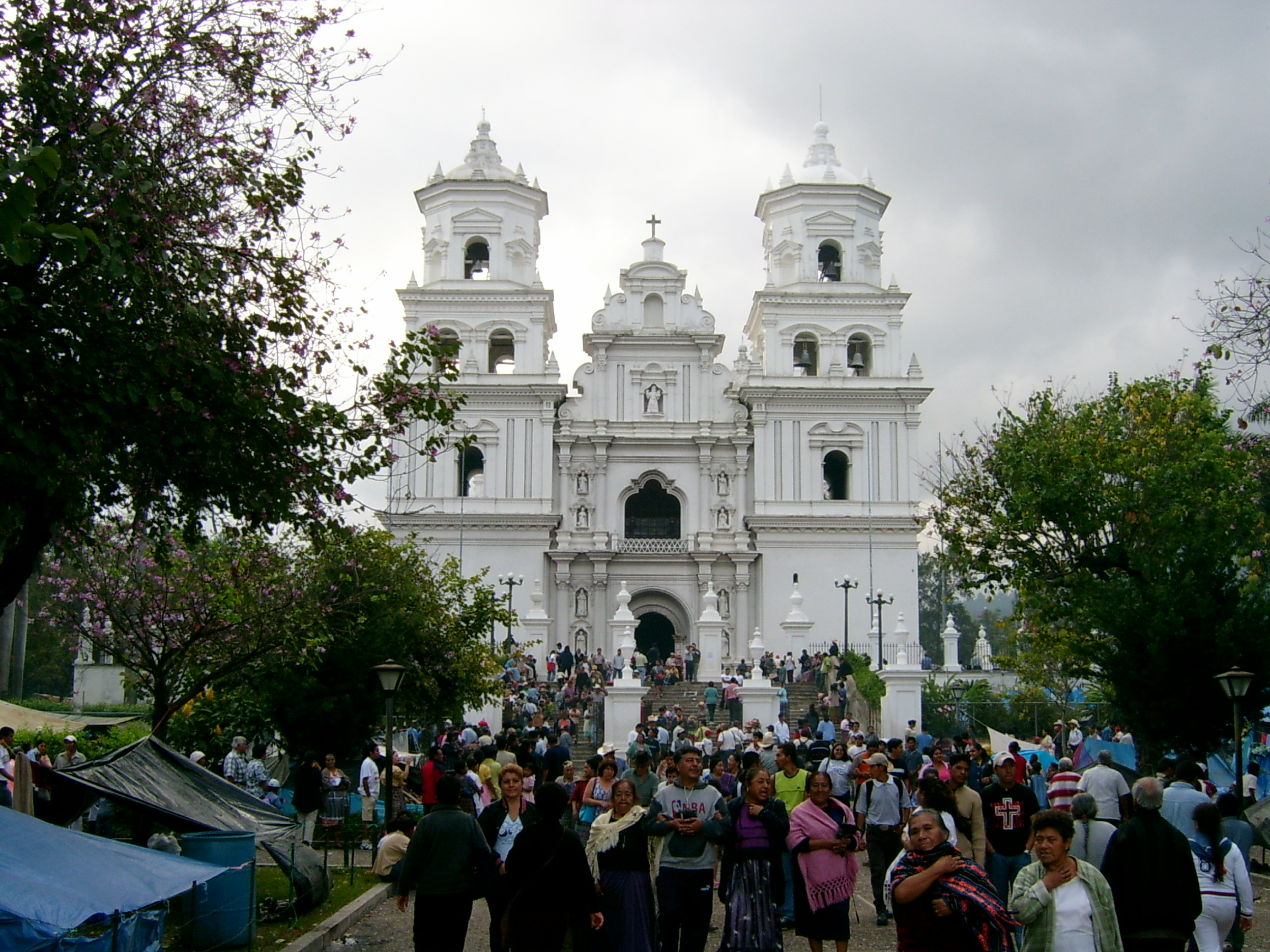
Basílica del Santo Cristo, en Esquipulas

La diócesis tiene 5598 km² y extiende su jurisdicción sobre los fieles católicos de rito latino residentes en los departamentos de Zacapa y Chiquimula. 
La sede de la diócesis se encuentra en la ciudad de Zacapa, en donde se halla la Catedral de San Pedro. En Esquipulas se encuentra la Catedral basílica del Santo Cristo Crucificado de Esquipulas.
En 2022 en la diócesis existían 35 parroquias.

## Historia
La diócesis de Zacapa fue erigida el 10 de marzo de 1951 mediante la bula Omnium in catholico del papa Pío XII, derivando el territorio de la arquidiócesis de Guatemala. En la bula se especificó que el santuario de Esquipulas quedaba exento de su jurisdicción como santuario sui iuris.
El 16 de septiembre de 1956, mediante la bula Cum Christus del papa Pío XII, cedió el municipio de Esquipulas, para la erección incluyendo al santuario sui iuris de la prelatura territorial del Santo Cristo de Esquipulas, que quedó simultáneamente unida aeque principaliter a la arquidiócesis de Guatemala.
El 30 de marzo de 1957, con la carta apostólica Quod de Beatissima, el papa Pío XII proclamó a la Santísima Virgen María del Santísimo Rosario de Fátima como patrona principal de la diócesis de Zacapa.
El 30 de abril de 1968 la diócesis de Zacapa cedió una porción de su territorio para la erección de la administración apostólica de Izabal (hoy vicariato apostólico de Izabal) mediante el decreto Cum territorium de la Congregación para los Obispos.
La bula Qui pro munere del papa Juan Pablo II del 24 de junio de 1986 dispuso la transferencia de la prelatura territorial del Santo Cristo de Esquipulas desde la arquidiócesis de Guatemala a la diócesis de Zacapa, conservando su estatus de prelatura territorial unida aeque principaliter. A partir de ese momento los obispos ostentan el doble título de obispo de Zacapa y prelado del Santo Cristo de Esquipulas.
Recibió la visita del papa Juan Pablo II en febrero de 1996.

## Estadísticas
Según el Anuario Pontificio 2023 la diócesis tenía a fines de 2022 un total de 604 900 fieles bautizados.
| Año                                                                             | Población            | Población | Población      | Sacerdotes | Sacerdotes    | Sacerdotes    | Bautizados por sacerdote | Diáconos permanentes | Religiosos | Religiosos | Parroquias |
| Año                                                                             | Bautizados católicos | Total     | % de católicos | Total      | Clero secular | Clero regular | Bautizados por sacerdote | Diáconos permanentes | Varones    | Mujeres    | Parroquias |
| ------------------------------------------------------------------------------- | -------------------- | --------- | -------------- | ---------- | ------------- | ------------- | ------------------------ | -------------------- | ---------- | ---------- | ---------- |
| 1966                                                                            | 450 000              | 500 000   | 90.0           | 34         | 6             | 28            | 13 235                   |                      | 13         | 34         | 20         |
| 1970                                                                            | 233 500              | 250 025   | 93.4           | 28         | 14            | 14            | 8339                     | 1                    | 20         | 55         | 14         |
| 1976                                                                            | 233 500              | 264 972   | 88.1           | 25         | 12            | 13            | 9340                     | 2                    | 25         | 34         | 15         |
| 1980                                                                            | 251 600              | 284 500   | 88.4           | 24         | 12            | 12            | 10 483                   | 2                    | 19         | 39         | 18         |
| 1990                                                                            | 343 000              | 390 500   | 87.8           | 22         | 10            | 12            | 15 590                   | 2                    | 23         | 45         | 20         |
| 1999                                                                            | 408 000              | 480 000   | 85.0           | 27         | 17            | 10            | 15 111                   | 1                    | 23         | 47         | 22         |
| 2000                                                                            | 419 400              | 493 400   | 85.0           | 33         | 23            | 10            | 12 709                   | 1                    | 24         | 48         | 25         |
| 2001                                                                            | 438 000              | 516 000   | 84.9           | 36         | 26            | 10            | 12 166                   | 1                    | 18         | 49         | 25         |
| 2002                                                                            | 408 000              | 480 000   | 85.0           | 32         | 21            | 11            | 12 750                   | 1                    | 12         | 47         | 23         |
| 2003                                                                            | 442 200              | 535 000   | 82.7           | 41         | 18            | 23            | 10 785                   | 1                    | 44         | 59         | 29         |
| 2004                                                                            | 436 000              | 547 000   | 79.7           | 34         | 16            | 18            | 12 823                   | 1                    | 38         | 47         | 28         |
| 2010                                                                            | 514 000              | 617 500   | 83.2           | 40         | 24            | 16            | 12 850                   | 1                    | 34         | 67         | 24         |
| 2014 (Zacapa)                                                                   | 528 000              | 613 000   | 86.1           | 32         | 22            | 10            | 16 500                   | 1                    | 16         | 52         | 23         |
| 2014 (Santo Cristo de Esquipulas)                                               | 43 000               | 56 900    | 75.6           | 9          | 1             | 8             | 4778                     |                      | 22         | 19         | 6          |
| 2017                                                                            | 575 982              | 758 481   | 75.9           | 49         | 28            | 21            | 11 754                   |                      | 57         | 51         | 28         |
| 2019 (Zacapa)                                                                   | 542 400              | 723 160   | 75.0           | 42         | 30            | 12            | 12 914                   | 1                    | 14         | 42         | 23         |
| 2019 (Santo Cristo de Esquipulas)                                               | 63 616               | 70 685    | 90.0           | 11         |               | 11            | 5783                     |                      | 42         | 32         | 6          |
| 2020                                                                            | 617 710              | 810 775   | 76.2           | 48         | 28            | 20            | 12 868                   |                      | 40         | 90         | 30         |
| 2022                                                                            | 604 900              | 841 200   | 71.9           | 42         | 23            | 19            | 14 402                   |                      | 39         | 91         | 35         |
| Fuente: Catholic-Hierarchy, que a su vez toma los datos del Anuario Pontificio. |                      |           |                |            |               |               |                          |                      |            |            |            |

## Episcopologio

### Obispos de Zacapa
- Costantino Cristiano Luna Pianegonda, O.F.M. † (30 de noviembre de 1955-16 de febrero de 1980 renunció)
- Rodolfo Quezada Toruño † (16 de febrero de 1980 por sucesión- 24 de junio de 1986 nombrado obispo de Zacapa y prelado de Santo Cristo de Esquipulas)

### Obispos de Zacapa y prelados de Santo Cristo de Esquipulas
- Rodolfo Quezada Toruño † (24 de junio de 1986-19 de junio de 2001 nombrado arzobispo de Guatemala)
  - Sede vacante (2001-2004)
- José Aníbal Casasola Sosa † (13 de mayo de 2004-27 de abril de 2007 falleció)
- Rosolino Bianchetti Boffelli (20 de noviembre de 2008-14 de septiembre de 2012 nombrado obispo de Quiché)
  - Sede vacante (2012-2016)
- Ángel Antonio Recinos Lemus, desde el 22 de febrero de 2016